# Přirozené plánování rodičovství
Přirozené plánování rodičovství (PPR, též metody periodické abstinence, metody neplodných dnů nebo méně přesně také přirozená antikoncepce) je soubor metod plánování rodičovství. Podle definice Světové zdravotnické organizace zahrnuje „metody plánování a předcházení těhotenství na základě sledování přirozeně se vyskytujících známek a symptomů plodných a neplodných fází menstruačního cyklu“.
Pravděpodobnost početí lze snížit vyvarováním se pohlavního styku v plodném období identifikovaném metodami PPR či naopak zvýšit zaměřením snah o početí na toto období.
Někteří autoři rozšiřují tuto definici tak, že zahrnuje také identifikaci jiných období, kdy sledování přirozených známek může ukazovat
na déle trvající období neplodnosti, jako např. během kojení“.

## Problémy s terminologií
Termín „přirozené plánování rodičovství“ odkazuje na mnohoznačný pojem „přirozenost“ a je implicitně hodnotící. To je z hlediska odborné terminologie problematické, proto je v posledních letech v lékařských odborných pracích preferován pojem „metody založené na sledování plodnosti“ nebo „metody sledování plodnosti“.
Přirozené plánování rodičovství bývá někdy označováno jako „přirozená antikoncepce“, což je však matoucí, protože mezi ni bývá zařazována jakákoliv „přirozená“ nebo „přírodní“ metoda, včetně např. přerušované soulože nebo antikoncepce rostlinného původu. PPR není samo o sobě metodou antikoncepce v úzkém slova smyslu, ale jde o způsob zjišťování úrovně plodnosti. Vyhnutí se početí je dosaženo abstinencí od pohlavního styku.
Někteří autoři dále rozlišují tzv. „kombinované metody“ (PPR s používáním kondomu nebo přerušované soulože v plodném období) a „čistou“ formu PPR (s abstinencí od pohlavního styku v plodném období). Pro kombinované metody se v anglicky mluvicím prostředí užívá název anglicky.

## Náboženská přijatelnost
Metodu neplodných dnů akceptují všechny hlavní proudy křesťanství. Pro katolickou církev je určování a využití neplodných dnů vedle trvalé sexuální abstinence dokonce jediným typem kontroly porodnosti, který jako morálně přijatelný oficiálně akceptuje. Důležitou roli zde sehrála encyklika Humanae vitae papeže Pavla VI. z roku 1968. V ní byl znovu potvrzen zamítavý postoj katolické církve k metodám, které způsobují neplodnost pohlavního styku. Současně ale byla vyjádřena podpora odpovědnému rodičovství pomocí metod periodické abstinence (PPR) v případě, kdy mají manželé spravedlivý důvod vyhnout se početí. I v rámci katolické církve se však vyskytují názory prosazující změnu tohoto oficiálního postoje.

## Rozšíření ve světě a v České republice
Podle statistiky Spojených národů z roku 2007 celosvětově používaly metody periodické abstinence 3,3 % (tedy asi 38 miliónů) žen ve věku 15–49 let žijících v manželství nebo v partnerském svazku. Ve více rozvinutých zemích je to 4,6 %, v rozvojových krajinách pak 3,1 %. Údaj pro Evropu činí 6,3 % žen, pro Severní Ameriku 1,4 %. Z evropských zemí jsou tyto metody nejrozšířenější v Polsku (28,4 % v roce 1991).
Ve výzkumu sexuálního chování české populace uvedly v roce 2008 přibližně 2 % mužů a 2 % žen, že při styku se stálým partnerem „vždy“ používají metodu „neplodných dnů“. Údaje z roku 2003 jsou téměř shodné (2 % mužů a 1 % žen). Ve srovnání s předchozími šetřeními je to výrazný pokles.
Obecným problémem všech výše uvedených studií je však skutečnost, že nerozlišují moderní formy PPR od zastaralé kalendářové metody.

## Přehled metod přirozeného plánování rodičovství
Existují tři základní typy metod PPR: založené na délce předchozích cyklů, založené na sledování příznaků plodnosti a metoda založené na kojení.

### Metody založené na pravidelnosti menstruačního cyklu
Tato skupina metod je použitelná pouze u poměrně malé části žen s pravidelným menstruačním cyklem. Nelze je proto považovat za dostatečně spolehlivé.
- kalendářová metoda

V roce 1923 publikoval japonský gynekolog Kjúsaku Ogino první práci o souvislosti mezi termínem ovulace a následující menstruací. Na začátku 30. let 20. století vypracovali Jan Smulders (v roce 1930), Kjúsaku Ogino (1932), Leo Latz (1932) a Hermann Knaus (1934) pravidla pro používání tzv. kalendářové metody.
Kalendářová metoda (někdy nazývána Ogino-Knausova, anglicky rhythm method) předpokládá, že žena bude mít pravidelný menstruační cyklus. Sledovaným příznakem je tu pouze první den menstruace. Z délky předchozích cyklů (nejkratšího a nejdelšího) se při ní podle určitých pravidel (každý autor uvádí poněkud odlišná) určuje počátek a konec plodného období cyklu následujícího. Tato metoda patří mezi zastaralé a nespolehlivé. Plodné období chápané jako období relativně zvýšené plodnosti mohou zkusit využít ženy usilující o početí.
- metoda standardních dnů

Zvláště pro potřeby rozvojových zemí byla vyvinuta tzv. metoda standardních dnů. Je určena pro ženy s pravidelnými cykly v rozmezí 26–32 dnů. Jako plodné považuje období od 8. do 19. dne cyklu včetně. Je to tedy metoda používající tzv. fixní pravidlo k určení plodného období. Nevyžaduje proto nutnost matematických výpočtů. Ženy k určování dne cyklu používají tzv. CycleBeads: korálky různé barvy podle konkrétní fáze cyklu navlečené na provázku, po nichž se každý den cyklu posunuje gumový kroužek. Výhodou této metody je nenáročnost, nízké náklady, přístupnost i pro negramotné ženy. Metodu lze naučit během 20 minut. Při pravidelných cyklech je efektivita při správném používání 95 %, při typickém 88 %. Nevýhodou je, že ne všechny ženy mají cykly v intervalu 26–32 dnů.

### Metody založené na sledování příznaků
Tyto metody (s určitým omezením u teplotní metody) lze používat i při nepravidelných cyklech, protože sledují plodnost v právě probíhajícím cyklu.
- Teplotní metoda

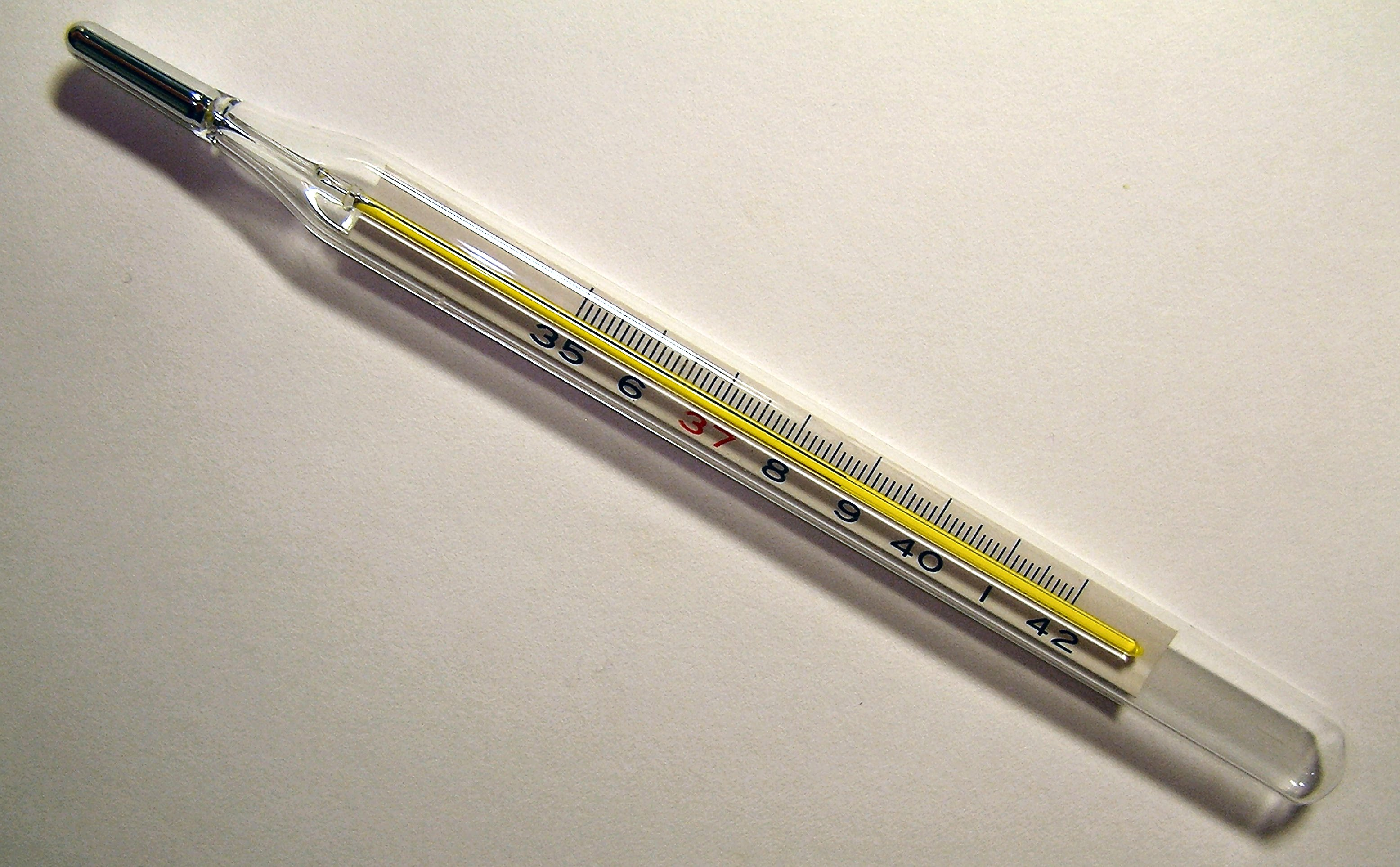
Lékařský rtuťový teploměr

Teplotní metoda je založena na termogenním efektu progesteronu, jehož hladina kolem ovulace vzrůstá, velmi výrazně pak v luteální fázi. Bazální tělesná teplota proto v cyklu, kdy dojde k ovulaci, vykazuje tzv. bifázický průběh: nižší hodnoty ve folikulární fázi (před ovulací) a vyšší po ovulaci. Patří mezi spolehlivé metody kontroly početí.
První popis teplotní metody byl publikován v 50. letech 20. století (katolický kněz Wilhelm Hillebrand však první verzi teplotní metody vymyslel už v roce 1935). Existuje několik variant této metody, obecně je lze rozdělit na „přísnou“ formu, kdy je pohlavní styk možný až v poovulačním neplodném období, a formu „rozšířenou“, se styky i v preovulační neplodné fázi.
- hlenová metoda

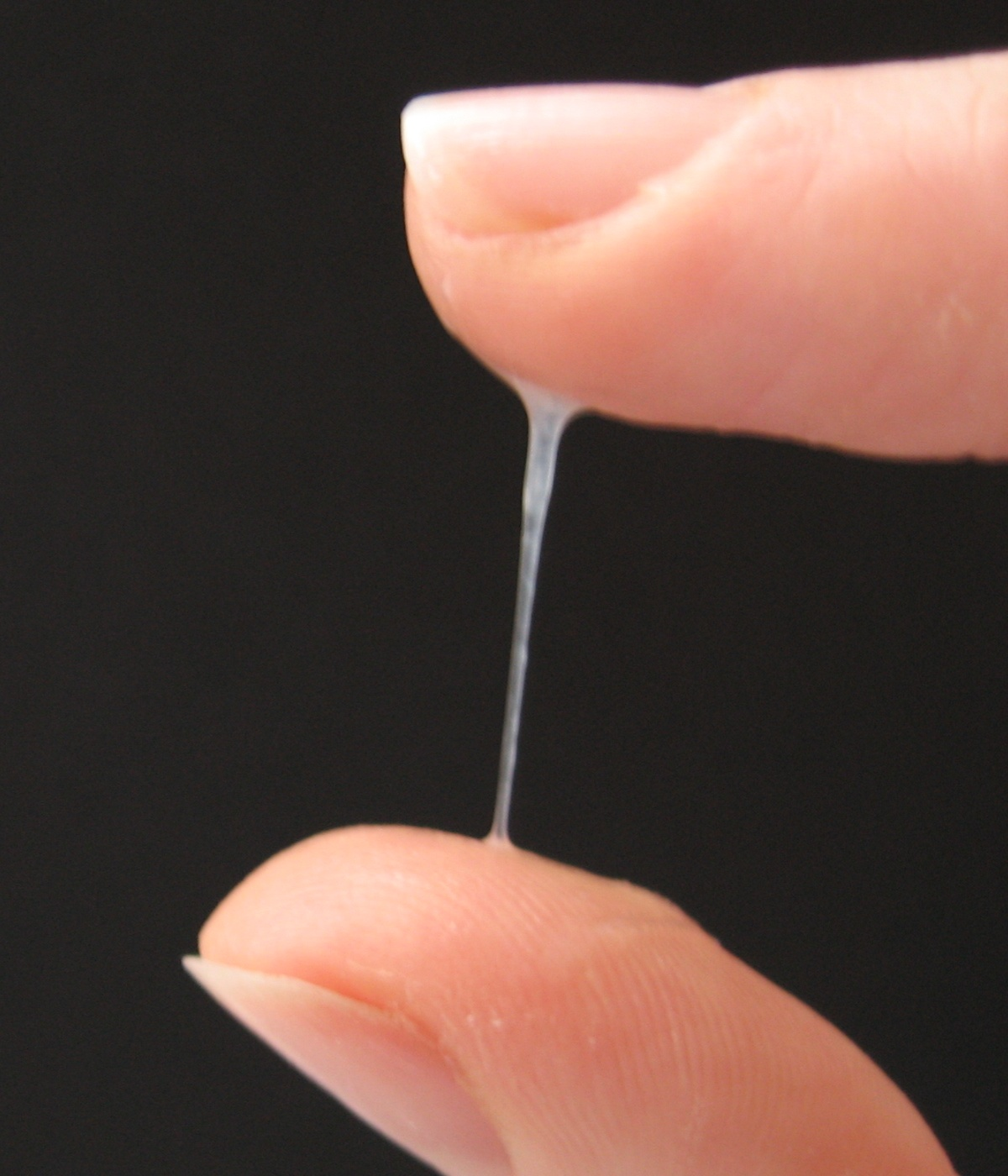
Hlen děložního čípku

Hlenová metoda se opírá o sledování změn charakteru hlenu děložního čípku (cervixu) a subjektivního pocitu sucha nebo vlhka u poševního vchodu. Nejrozšířenější formou je tzv. Billingsova ovulační metoda, kterou vyvinul koncem 50. let 20. století australský lékař John Billings.
Jinou verzi hlenové metody představuje Creightonský model (poprvé popsaný v roce 1980). Pro podmínky rozvojových zemí byla vyvinuta „modifikovaná hlenová metoda“ a metoda „TwoDay“.
- symptotermální metoda

Vyhodnocování vzájemné korespondence více příznaků plodnosti umožňuje přesněji vymezit plodné fáze cyklu, zvláště v nestandardních podmínkách – v obdobích onemocnění, stresu apod. Toho využívá tzv. symptotermální metoda (zkratka STM), která kombinuje sledování bazální tělesné teploty, hlenu děložního čípku a některých doplňujících příznaků (např. polohy a konzistence děložního čípku, napětí v prsou, bolesti v podbříšku).
V roce 1951 vyvinul první formu této metody Josef Rötzer, který v roce 1965 publikoval její popis. V současné době se v různých částech světa používá několik mírně odlišných variant této metody.
V České republice je nejrozšířenější německá varianta STM (od roku 2011 nese název Sensiplan), kterou popisují (s některými úpravami) Lázničková a Šipr a Šiprová, dále pak varianta Ligy pár páru a spíše okrajově Rötzerova metoda.
Symptotermální metoda je v současnosti nejspolehlivější formou přirozeného plánování rodičovství. Při správném používání (tj. abstinenci v plodném období) je podle jedné studie německé varianty STM z roku 2007 výskyt neplánovaného těhotenství (Pearlův index) 0,4 za rok. Index typického užívání v novějších studiích této varianty STM se pohybuje kolem 3 (u starších studií byla průměrná hodnota indexu 10).
- nové technologie v oblasti PPR

I do oblasti PPR vstupují nové technologie. Vkládá se do nich naděje, že umožní zkrátit délku vyžadované abstinence na nezbytně nutnou dobu. Patří mezi ně v prvé řadě přístroje na měření hladiny hormonů v moči (např. Persona, ClearBlue Easy Fertility monitor, Home Ovarian Monitor). Předběžné výsledky jejich testování v praxi jsou povzbudivé, ale jejich efektivita zatím nepřekračuje úroveň dosaženou pomocí symptotermální metody. Dále existují minipočítače, které měří a vyhodnocují bazální tělesnou teplotu (např. Baby-comp, Bioself), popřípadě teplotu a obsah luteinizačního hormonu v moči (Cyclotest 2 Plus). Jejich výhodou je, že si žena nemusí vést záznamy, protože ty jsou uloženy v paměti počítače, ale jinak se principiálně neliší od teplotní metody. Miniaturní mikroskopy na sledování krystalizace slin (např. Lady-Q) se ukázaly jako nespolehlivé a lze je doporučit pouze párům, které si přejí otěhotnět.

### Metody spojené s kojením

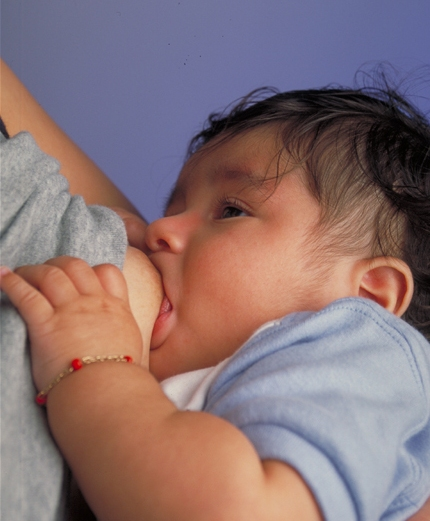
Kojení dítěte

Kojení lze také za určitých podmínek pokládat za metodu bránící početí. Hormon prolaktin spouštějící tvorbu mléka totiž současně potlačuje ovulaci. Menstruační cyklus je pak blokován a objevuje se tzv. amenorhea (nepřítomnost menstruace).
metoda laktační amenorhey
Této skutečnosti využívá metoda laktační amenorhey. Aby mohlo kojení sloužit jako spolehlivá metoda vyhnutí se početí, je třeba splnit tato tři kritéria:
1. dítě není starší než 6 měsíců
2. plné nebo téměř plné kojení (tj. dítě nedostává žádnou tuhou stravu ani tekutinu kromě mateřského mléka nebo je pouze nepatrně přikrmováno; intervaly mezi kojením nesmí být delší než 4 hodiny ve dne a 6 hodin v noci)
3. žena nemá menstruaci (tj. krvácení po 56. dnu od porodu)

Za těchto podmínek je pravděpodobnost těhotenství pouze 1–2 %.
ekologické kojení
Ekologické kojení je pojem, který zavedla Sheila Kippleyová. Je to „forma kojení, při němž matka naplňuje potřebu svého dítěte po častém sání a její nepřetržité přítomnosti a při němž časté sání dítěte vede k odkladu návratu matčiny plodnosti“. Během prvních 6 měsíců se při něm pro výživu dítěte nepoužívají žádné jiné tekutiny anebo příkrm kromě mléka, žádný dudlík, kojení se přizpůsobuje aktuálním potřebám dítěte, nikoli pravidelnému režimu, a dítě spí v noci u matky.

## Spolehlivost
Spolehlivost metod založených na určování plodného a neplodného období cyklu je předmětem mnoha diskusí. Někteří autoři uvádějí velmi vysoká čísla selhání PPR , jiní naopak hodnoty srovnatelné s metodami, jako je kondom nebo hormonální antikoncepce. Příčin těchto vzájemně si odporujících údajů může být několik:
- Spoléhání se na autoritu sekundárních pramenů (tj. na gynekologické učebnice a monografie autorů, kteří nejsou odborníky na spolehlivost kontroly početí), místo citování skutečných výsledků empirických studií. Jinak řečeno – autoři přejímají jeden od druhého bez ověření zastaralé informace.
- Nerozlišování zastaralé kalendářové metody od moderních metod PPR (například symptotermální).
- Nerozlišování skutečnosti, že pro každou metodu kontroly početí je třeba znát dva údaje o spolehlivosti (nikoli pouze jeden, jak se často uvádí): zaprvé spolehlivost při správném používání metody („index správného užívání“), zadruhé spolehlivost v praxi, když jsou započítány i chyby uživatelů („index typického užívání“).

První údaj je to, co chce především znát potenciální uživatel kontroly početí. Druhý ukazuje, jak citlivá je metoda na nedůslednost v aplikaci, jak je její správné používání obtížné a závislé na uživateli. U metod nezávislých na uživateli (např. sterilizace u ženy, nitroděložní tělísko atp.) je rozdíl mezi oběma výše zmíněnými indexy nulový. Naopak u těch postupů, jejichž účinnost je závislá na jednání uživatele, může být rozdíl značný.
- Metodologické chyby a obtíže starších studií spolehlivosti PPR.[51] Jsou to především dva okruhy: Při určitém uspořádání výzkumu nelze zjistit skutečnou „spolehlivost metody“. Tuto metodologickou obtíž ilustruje následujícím případ:

„Představme si například, že má žena v průběhu menstruačního cyklu sedm pohlavních styků v bezpečném období a jednu soulož pak riskuje v období, kdy je už eventuální otěhotnění docela dobře možné. Když potom k otěhotnění skutečně dojde, nemůžeme jednoznačně určit, zda toto selhání můžeme připsat na vrub riskování (to je ten jeden styk v „nebezpečném“ období), nebo zda jde o chybu metody samotné (žena otěhotněla při jedné ze sedmi souloží v „bezpečném“ období).“
Zde se nejedná o problém týkající se výlučně metod PPR. Podobná obtíž nastává např. i u hodnocení spolehlivosti orální antikoncepce: Když si žena zapomene vzít jednu pilulku a posléze otěhotní, nelze s jistotou určit, zda se jedná o „selhání metody“ (žena by otěhotněla, i kdyby si pilulku vzít nezapomněla), nebo „selhání uživatelky“.
Tuto metodologickou komplikaci se podařilo v novějších studiích PPR (i ostatních metod kontroly početí) odstranit zavedením pojmu „index správného užívání“ místo „spolehlivost metody“. Pro výpočet „indexu“ se používají pouze ty měsíce (menstruační cykly), v nichž byla metoda aplikována správně (podle návodu), tj. v případě PPR jsou to ty, kdy partneři neměli pohlavní styk ve správně určeném plodném období. Takový postup umožňuje zjistit reálnou spolehlivost metody a odpovídá na otázku potenciálních uživatelů: „Jaká je spolehlivost této metody, když ji budu používat správně?“
Druhou metodologickou chybou starších studií PPR i jiných metod byl postup při výpočtu Pearlova indexu. Klasicky se do čitatele výpočtu pravděpodobnosti selhání metody udával počet neplánovaných početí a do jmenovatele všechny měsíce (cykly) užívání metody, včetně těch, kdy byla metoda používána nesprávně, nebo partneři neměli pohlavní styk. Tento postup je logicky chybný a do jisté míry nadhodnocuje spolehlivost metody. Správný postup je ten, že v čitateli je počet těhotenství při správném používání, ve jmenovateli počet cyklů při správném používání a s alespoň jedním stykem v neplodném období (tj. pouze cykly s „rizikem“ početí). Výsledkem je pak (po určité úpravě na 12 měsíců užívání) výše zmiňovaný „index správného užívání“.
Níže uvedená tabulka ukazuje přehled studií, které splňují výše uvedené požadavky na kvalitu studií kontroly početí. Všechny byly publikovány v odborných recenzovaných časopisech.
| Metoda           | Rok publikace | Počet cyklů/měsíců | Správné užívání (%) | Typické užívání (%) |
| Standardních dnů | 2002[20]      | 4035               | 4,8                 | 12,0                |
| TwoDay           | 2004[54]      | 3928               | 3,5                 | 13,7                |
| Billingsova      | 1990[55]      | 7484               | 3,1                 | 20,4                |
| Billingsova      | 1991[56]      | 8209               | 3,4                 | 22,5                |
| Billingsova      | 1996[57]      | 29867              | 1,1                 | 10,5                |
| Symptotermální   | 2007[37]      | 9005               | 0,4                 | 1,8                 |
Moderní metody PPR (tj. symptotermální a Billingsova) jsou při správném používání vysoce spolehlivé. Jejich účinnost není závislá na nepravidelnosti cyklu. Mají pravidla pro vyhodnocování příznaků plodnosti v období nemoci, práce ve směnném provozu a podobně. Nejčastějším důvodem „překvapivého“ těhotenství při jejich aplikaci je situace, kdy mají partneři pohlavní styk v období, o kterém vědí, že je plodné. Skutečných případů chyby uživatelů (nesprávný záznam příznaků plodnosti a jejich vyhodnocení) je podstatně méně.

## PPR v diagnostice a léčbě neplodnosti
Přirozené plánování rodičovství lze samozřejmě použít jako metodu pro dosažení těhotenství. Sledování příznaků plodnosti a samotné ovulace má význam zvláště u párů s poruchami plodnosti. Může přispět k lepšímu načasování diagnostiky i léčby a zvyšuje tak šanci na přirozené početí.

#### Česká a slovenská
- (slovensky) Billingsová, E. L., Billings, J. J., & Catarinich, M (2001). Atlas Billingsovej ovulačnej metódy. Trnava: Spolek svätého Vojtecha. Elektronicky zde.
- Kippleyová, S. (2012). Sedm zásad ekologického kojení – frekvenční faktor. Olomouc: Matice cyrilometodějská.
- Lázničková, L. a CENAP (2003). Přirozené plánování rodičovství. Průvodce symptotermální metodou. Brno: CENAP. Stručný popis metody.
- Lázničková, L. a CENAP (2002). Přirozené plánování rodičovství. Kojení a návrat plodnosti. Brno: CENAP.
- Lázničková, L. a CENAP (2003). Přirozené plánování rodičovství. Neplodnost. Brno: CENAP.
- Predáč, J., & Predáčová, S. (2013). Stručná učebnice PPR. Symptotermální metoda a ekologické kojení. Olomouc: Matice cyrilometodějská.
- Šipr, K., & Šiprová, H. (1995). Přirozené a spolehlivé plánovámí rodičovství. Brno: Gloria. Obsáhlejší učebnice.
- Štursa, L. (2009). Nadpřirozené plánování rodičovství. Dingir, 12, 2, 38–41. Přehledový článek o historii, současné situaci ve světě i u nás a náboženských aspektech PPR.

#### Cizojazyčná
- Jennings, V. H., & Arevalo, M. (2007). Fertility awareness-based methods. In R. A. Hatcher, J. Trussell, A. L. Nelson et al. (Eds.), Contraceptive technology (19th revised ed.)(pp. 343–360), New York: Ardent Media.
- Kippley, S. M. (1989). Breastfeeding and natural child spacing (2nd ed.). Cincinnati: CCL.
- Mucharski, J. (1982). History of the biologic control of human fertility. Oak Ridge: Married Life Information.
- Raith-Paula, E., Frank-Herrmann, P., Freundl, G., & Strowitzki, T. (2013) (5. ed.). Natürliche Familienplanung heute. Heidelberg: Springer. Nejaktuálnější přehled vědeckých výzkumů.
- Skočovský, K. D. (2008). Fertility awareness-based methods of conception regulation: Determinants of choice and acceptability. Brno: Masarykova univerzita. Přehled psychologických výzkumů PPR.
- Weschler, T. (2006). Taking charge of your fertility. New York: HarperCollins.